# Ehlange-sur-Mess
Ehlange-sur-Mess (en luxemburgués: Éiléng; alemany: Ehlingen) és una vila de la comuna de Reckange-sur-Mess del districte de Luxemburg al cantó d'Esch-sur-Alzette. Està a uns 10,8 km de distància de la Ciutat de Luxemburg.